# استرتون، وارینگتون
استرتون (به انگلیسی: Stretton) یک روستا و محله مدنی در بریتانیا است که در وارینگتون واقع شده‌است. استرتون ۱٬۰۰۹ نفر جمعیت دارد.